# Пищевая ценность
Пищевая ценность — понятие, отражающее всю полноту полезных свойств пищевого продукта, включая степень обеспечения физиологических потребностей человека в основных пищевых веществах и энергии. Характеризуется химическим составом пищевого продукта с учётом его потребления в общепринятом количестве. Пищевая ценность продуктов питания определяется в первую очередь энергетической и биологической ценностью составляющих её компонентов, а также пропорциями отдельных видов компонентов в их общем количестве.
Пищевая ценность пищевой продукции, указываемая в её маркировке, включает следующие показатели:
1. энергетическую ценность (калорийность);
2. количество белков, жиров, углеводов;
3. количество витаминов и минеральных веществ[1].

Обычно пища содержит смесь различных компонентов, однако встречаются виды пищи, состоящие из какого-либо одного компонента или его явного преобладания, например, углеводистая пища.

### Белки
Белки́ — высокомолекулярные органические вещества, состоящие из соединённых в цепочку пептидной связью альфа-аминокислот. В живых организмах аминокислотный состав белков определяется генетическим кодом, при синтезе в большинстве случаев используется 20 стандартных аминокислот. Множество их комбинаций дают большое разнообразие свойств молекул белков. Кроме того, аминокислоты в составе белка часто подвергаются посттрансляционным модификациям, которые могут возникать и до того, как белок начинает выполнять свою функцию, и во время его «работы» в клетке. Часто в живых организмах несколько молекул белков образуют специализированные комплексы, например, фотосинтетический комплекс.

### Жиры
Жиры́, или с химической точки зрения триглицери́ды — природные органические соединения, полные сложные эфиры глицерина и одноосновных жирных кислот (входят в класс липидов). Наряду с углеводами и белками, жиры являются одним из основных источников энергии для млекопитающих, одним из главных компонентов питания. Эмульгирование жиров в кишечнике (необходимое условие их всасывания) осуществляется при участии солей жёлчных кислот. Энергетическая ценность жиров примерно в 2 раза выше, чем углеводов, при условии их биологической доступности и здорового усвоения организмом. В живых организмах жиры (липиды) выполняют важные структурные, энергетические и другие жизненноважные функции в составе мембранных образований клетки и в субклеточных органеллах. Жидкие жиры растительного происхождения обычно называют маслами. Кроме того, в кулинарии жир животного происхождения (полученный из молока животных) так же называют сливочное масло. Также в пищевой промышленности твёрдые жиры, полученные в результате трансформации (гидрирования или гидрогенизации) растительных масел называют саломасом, маргарином, комбинированным жиром или спредом.
В растениях жиры содержатся в сравнительно небольших количествах, за исключением семян масличных растений, в которых содержание жиров может быть более 50 %. Насыщенные жиры расщепляются в организме на 25—30 %, а ненасыщенные жиры расщепляются полностью.
Животные жиры чаще всего содержат стеариновую и пальмитиновую кислоты, ненасыщенные жирные кислоты представлены в основном олеиновой, линолевой и линоленовой кислотами. Физико-химические и химические свойства данной категории жиров в значительной мере определяются соотношением входящих в их состав насыщенных и ненасыщенных жирных кислот.

### Углеводы
Углево́ды — весьма обширный класс органических соединений, среди них встречаются вещества с сильно различающимися свойствами. Это позволяет углеводам выполнять разнообразные функции в живых организмах. Соединения этого класса составляют около 80 % сухой массы растений и 2—3 % массы животных. Организмы животных не способны самостоятельно синтезировать углеводы из неорганических веществ. Они получают их из растений с пищей и используют в качестве главного источника энергии, получаемой в процессе окисления. Таким образом, в суточном рационе человека и животных преобладают углеводы. Травоядные получают крахмал, клетчатку, сахарозу. Хищники получают гликоген с мясом. Для человека главными источниками углеводов из пищи являются: хлеб, картофель, макароны, крупы, сладости. Чистым углеводом является сахар. Мёд, в зависимости от своего происхождения, содержит 70—80 % глюкозы и фруктозы.
В живых организмах углеводы выполняют следующие функции:
1. Структурная и опорная функции. Углеводы участвуют в построении различных опорных структур. Так целлюлоза является основным структурным компонентом клеточных стенок растений, хитин выполняет аналогичную функцию у грибов, а также обеспечивает жёсткость экзоскелета членистоногих[2].
2. Защитная роль у растений. У некоторых растений есть защитные образования (шипы, колючки и др.), состоящие из клеточных стенок мёртвых клеток.
3. Пластическая функция. Углеводы входят в состав сложных молекул (например, пентозы (рибоза и дезоксирибоза) участвуют в построении АТФ, ДНК и РНК)[3].
4. Энергетическая функция. Углеводы служат источником энергии: при окислении 1 грамма углеводов выделяются 4,1 ккал энергии и 0,4 г воды[3].
5. Запасающая функция. Углеводы выступают в качестве запасных питательных веществ: гликоген у животных, крахмал и инулин — у растений[2].
6. Осмотическая функция. Углеводы участвуют в регуляции осмотического давления в организме. Так, в крови содержится 100—110 мг/% глюкозы, от концентрации глюкозы зависит осмотическое давление крови.
7. Рецепторная функция. Олигосахариды входят в состав воспринимающей части многих клеточных рецепторов или молекул-лигандов.

Обмен углеводов в организме человека и высших животных складывается из нескольких процессов:
1. Гидролиз (расщепление) в желудочно-кишечном тракте полисахаридов и дисахаридов пищи до моносахаридов, с последующим всасыванием из просвета кишки в кровеносное русло.
2. Гликогеногенез (синтез) и гликогенолиз (распад) гликогена в тканях, в основном в печени.
3. Аэробный (пентозофосфатный путь окисления глюкозы или пентозный цикл) и анаэробный (без потребления кислорода) гликолиз — пути расщепления глюкозы в организме.
4. Взаимопревращение гексоз.
5. Аэробное окисление продукта гликолиза — пирувата (завершающая стадия углеводного обмена).
6. Глюконеогенез — синтез углеводов из неуглеводистого сырья (пировиноградная, молочная кислота, глицерин, аминокислоты и другие органические соединения).

### Макроэлементы

#### Биологически значимые элементы
- Углерод
- Водород
- Кислород
- Азот
- Фосфор
- Сера
- Калий
- Кальций
- Магний
- Железо
- Натрий
- Йод
- Хлор

### Микроэлементы
По современным данным более 30 микроэлементов считаются необходимыми для жизнедеятельности растений и животных. Среди них (в алфавитном порядке):
- Бром
- Кадмий
- Никель
- Кобальт
- Марганец
- Медь
- Молибден
- Селен
- Фтор
- Хром
- Цинк
- Ванадий
- Бор

### Витамины
Витами́ны (от лат. vita — «жизнь») — группа низкомолекулярных органических соединений относительно простого строения и разнообразной химической природы. Это разнородная по химической природе группа органических веществ, объединённая по признаку абсолютной необходимости их для гетеротрофного организма в качестве составной части пищи. Автотрофные организмы также нуждаются в витаминах, получая их либо путём синтеза, либо из окружающей среды. Так, витамины входят в состав питательных сред для выращивания организмов фитопланктона. Витамины содержатся в пище (или в окружающей среде) в очень малых количествах, и поэтому относятся к микронутриентам. Витамины не являются для организма поставщиком энергии, однако витаминам отводится важнейшая роль в обмене веществ. Витамины участвуют во множестве биохимических реакций, выполняя каталитическую функцию в составе активных центров большого количества разнообразных ферментов либо выступая информационными регуляторными посредниками, выполняя сигнальные функции экзогенных прогормонов и гормонов. Известно около полутора десятков витаминов. Исходя из растворимости, витамины делят на жирорастворимые — A, D, E, незаменимые жирные кислоты, K и водорастворимые — все остальные (B, C и другие). Жирорастворимые витамины накапливаются в организме, причём их депо являются жировая ткань и печень. Водорастворимые витамины в существенных количествах не депонируются (не накапливаются) и при избытке выводятся с водой.

## Снижение пищевой ценности продуктов питания
Существуют множество причин снижения пищевой ценности продуктов питания. Большинство из них связано со снижением количества макронутриентов и особенно микронутриентов в сырье (например, содержание железа и витаминов группы B в говядине и в мясе птицы за последние 30 лет снизилось на 30—70 %), агрессивными методами, используемых в технологии выращивания и производства продукции (пестициды, стимуляторы роста/гормональная терапия для набора веса животных, антибиотики и т. д.), а также с контаминацией несвойственными для продуктов биологическими агентами (бактерии, микромицеты, простейшие, их метаболиты и т. д.), химическими (ксенобиотики) или радиоактивными соединениями (радионуклиды).